# Sarajevska sinagoga
Aškenaška sinagoga je sinagoga u Sarajevu i treća po veličini u Europi. Izgrađena je 1902. godine. Oblik tog hrama je izgrađen s ugaonim kupolama na visokim tamburima, a presvučen je plitkom pseudomaurskom dekorativnom plastikom. 
Nalazi se nedaleko od Latinske ćuprije i Drvenije, na lijevoj obali Miljacke. Izgrađena je po projektu Karla Paržika autora mnogih zgrada u Sarajevu. Građevinske radove je predvodio graditelj Ludwig Jungwirth, a unutrašnja obrada i oslikavanje sinagoge djelo je majstora Ludwiga Oisnera. Osvećenje sinagoge obavio je nadrabin dr. Samuel Vesel. 
Godine 1927. u povodu proslave 25-e godišnjice sinagoge ista je temeljito obnovljena, a 1933. godine s njene zapadne strane sagrađena je zgrada za smještaj administracije aškenaske židovske općine, biblioteke, stana za rabina i ostale prateće službe.
Povodom obilježavanja 400-te godišnjice dolaska Židova u Bosnu i Hercegovinu, 1964-1965. godine, sinagoga je pregrađena po visini, tako da je gornji kat osposobljen za religijski život, a prizemlje za društveni život zajednice.
U posljednjem ratu 1992./1995. teško je stradala.

## Također pogledajte
- Židovi u Bosni i Hercegovini
- Aškenazi